# Département de Minas (Neuquén)
Pour les articles homonymes, voir Département de Minas.
Le département de Minas est une des 16 subdivisions de la province de Neuquén, en Argentine. Son chef-lieu est la ville de Andacollo.
Le département a une superficie de 4 230 km2. Sa population s'élevait à 7 072 habitants en 2001. Selon les estimations de l'INDEC argentin, en 2007, il comptait 8 756 habitants.

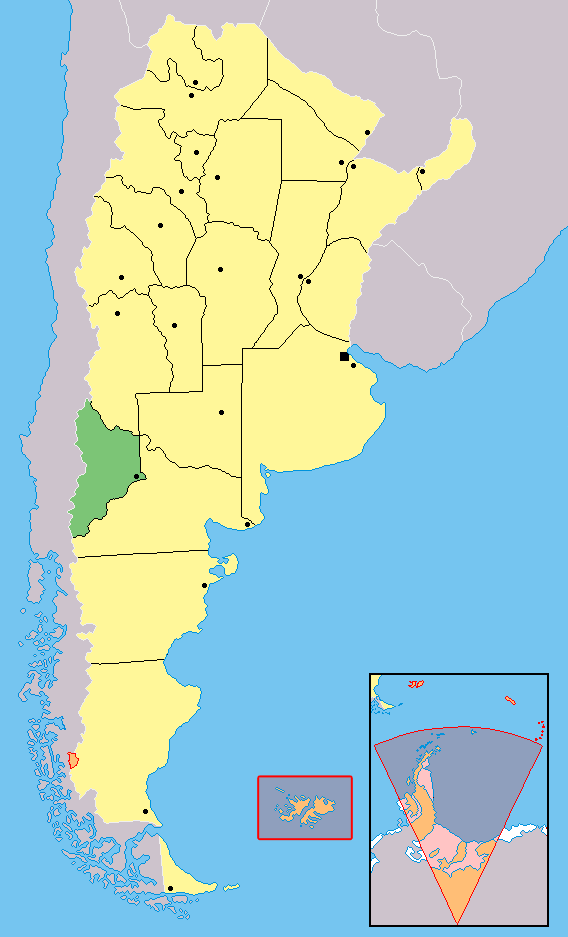
Localisation de la province de Neuquén en Argentine